# L'Antiga Esquerra de l'Eixample
L'Antiga Esquerra de l'Eixample (in spagnolo: La Antigua Izquierda del Ensanche) è uno dei sei quartieri che fanno parte dell'Eixample di Barcellona.
In passato, insieme a La Nova Esquerra de l'Eixample, faceva parte di un quartiere che si chiamava Esquerra de l'Eixample e prende il nome di Antiga (in italiano "antica") perché è stata la parte dell'Esquerra dell'Eixample che si era urbanizzata per prima.

## Monumenti e luoghi d'interesse
Nel quartiere si trova la Facoltà di Medicina dell'Università di Barcellona, un edificio in stile neoclassico costruito all'inizio del XX secolo. 
Altri edifici interessanti che si trovano nel quartiere sono la Casa Berenguer, la Casa Pere Company, la Casa Ferran Guardiola e il Mercat del Ninot.